# Nacho Biosca
Ignacio Biosca García (Barcelona, 17 de julio de 1995), más conocido como Nacho Biosca, es un jugador de balonmano español que juega de portero en el HBC Nantes. Es internacional con la selección de balonmano de España, con la que fue convocado por primera vez en mayo de 2018 para un amistoso frente a Polonia en junio del mismo año.
Con la selección ganó la medalla de bronce en los Juegos Mediterráneos de 2018.

## Palmarés

### Barcelona
- Liga Asobal (3): 2012, 2013, 2014
- Copa Asobal (3): 2012, 2013, 2014
- Supercopa de España de Balonmano (1): 2013
- Copa del Rey de Balonmano (1): 2014

### Kadetten Schaffhausen
- Copa de Suiza de balonmano (1): 2021
- Liga de Suiza de balonmano (2): 2022

### Veszprém
- Liga húngara de balonmano (1): 2024
- Copa de Hungría de balonmano (1): 2024

### HBC Nantes
- Trofeo de Campeones (1): 2024

## Clubes
- Fútbol Club Barcelona (2011-2014)
- Abanca Ademar León (2014-2019)[5]
- Kadetten Schaffhausen (2019-2022)
- Orlen Wisła Płock (2022-2023)
- MKB Veszprém (2023-2024)
- HBC Nantes (2024-presente)[6]